# Dormelletto
Dormelletto (piemontesisch Dromlèt, lombardisch Drumlèt) ist eine Gemeinde mit 2507 Einwohnern (Stand 31. Dezember 2023) in der italienischen Provinz Novara (NO), Region Piemont.
Die Nachbargemeinden sind Angera (VA), Arona, Castelletto sopra Ticino, Comignago und Sesto Calende.

## Geographie
Der Ort liegt am Südwest-Ende des Lago Maggiore auf einer Höhe von 236 m über dem Meeresspiegel. Das Gemeindegebiet umfasst eine Fläche von 7 km².